# Triei
Triei è un comune italiano di 1 050 abitanti della provincia dell'Ogliastra che sorge a 140 metri sul livello del mare.

## Geografia fisica

### Territorio
Il paese sorge sul versante Orientale della subregione barbaricina dell'Ogliastra e confina con Baunei, Talana, Urzulei e Lotzorai. Il suo territorio è prevalentemente collinoso e pianeggiante ed è inserito in un contesto ambientale ben conservato. Il paese è circondato da una vegetazione rigogliosa costituita da boschi di lecci, carrubi, olivastri, sughereti e dalla tipica macchia mediterranea che ospita una fauna molto varia: mufloni, cinghiali, martore, avvoltoi, falchi e l'aquila reale.

## Storia

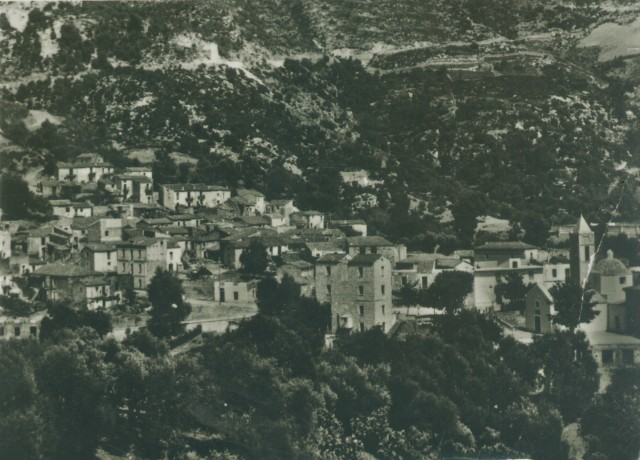
Triei nei primi anni cinquanta

Non si hanno notizie certe sulla fondazione del paese perché non si ha nessun documento che ne attesti la nascita. Si ricordano però varie leggende come quella che narra che il paese fu fondato dalle popolazioni costiere che si spostarono all'interno per sfuggire alle incursioni saracene oppure quella secondo cui gli abitanti dell'altopiano di Ósono, situato a 3 km da Triei, scesero a valle per salvarsi dalla peste fondando un nuovo paese.
Per quanto riguarda l'origine del nome Triei, si pensa che derivi da Tereiu, luogo ricco di ginestra: in primavera infatti le colline si colorano del giallo intenso dalla ginestra in fiore che abbonda in questi luoghi. In sardo infatti questa pianta è chiamata Terìa. Ci sono però altre ipotesi secondo cui Triei deriverebbe da Trisei, ossia paese formato da tre piccoli villaggi.
L'area fu abitata in epoca prenuragica (presenza di tombe dei giganti) e nuragica (presenza di alcuni nuraghi).
Nell'altopiano di Osono, a pochi chilometri dall'abitato, anticamente sorgeva un villaggio, chiamato appunto Osono, sicuramente precedente allo stesso Triei, citato in un documento che risale alla fine del periodo giudicale (1227) dove si fa riferimento ad una serva chiamata “Maria Locci, ankila de la villa de Osono”. Sulla scomparsa di questo villaggio non si hanno notizie certe ma solo leggende tramandate oralmente.
La villa nel medioevo fece parte del giudicato di Cagliari, nella curatoria dell'Ogliastra, fino al 1258. Passò poi al giudicato di Gallura, quindi a Pisa, che conquistò il villaggio e il territorio. Nel 1316 compare per la prima volta il nome Triei in un documento concernente le rendite pisane delle curatorie di Sarrabus, Tolostra, Chirra e Ogliastra.
Successivamente, quando gli aragonesi nel 1323 attuarono la spedizione in Sardegna per la conquista dell'Isola, la zona fu occupata da Berengario Carroz. Il borgo fu poi annesso nel 1363 alla contea di Quirra, feudo dei Carroz, istituita in quell'anno dal Re d'Aragona Pietro IV il Cerimonioso. Nel 1603 la contea venne trasformata in marchesato, feudo prima dei Centelles e poi degli Osorio de la Cueva, ai quali fu riscattato nel 1839 con la soppressione del sistema feudale voluta da Carlo Alberto di Savoia.

### Simboli
Lo stemma e il gonfalone del comune di Triei sono stati concessi con decreto del presidente della Repubblica del 20 ottobre 2003.
Il gonfalone è un drappo troncato di giallo e di azzurro.

## Monumenti e luoghi d'interesse
Il paese intero è divenuto un museo a cielo aperto, infatti dopo diverse edizioni della manifestazione Arte a Triei, che si svolge nel mese di maggio, i muri del paese e le vie sono diventate opere d'arte. Troviamo sparse per le vie cittadine numerosi murales sui più svariati temi, dall'emigrazione alla guerra, alla storia con il gigantesco murales sull'inquisizione, il più grande d'Europa. Numerose sono inoltre le statue realizzate da maestri sardi, italiani ed internazionali.

### Architetture religiose

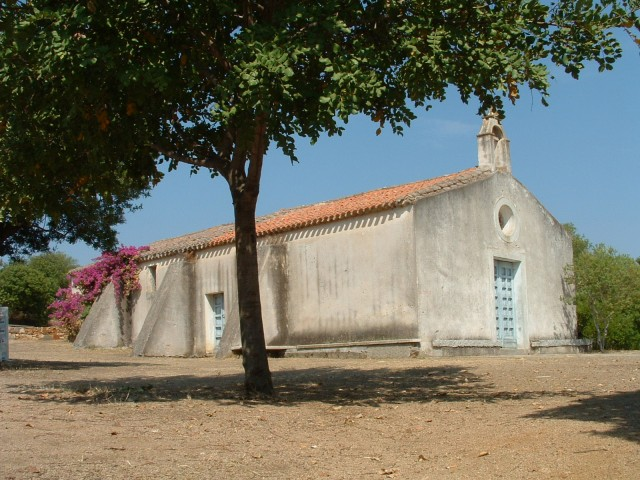
Chiesetta di S. Antonio da Padova, località Mullò, Triei

- Chiesa di Santi Cosma e Damiano: risale ai secoli XVI-XVII, ha una pianta a croce latina a navata unica. Il presbiterio è separato dalla navata da una transenna. La volta della navata centrale è a botte, quella delle cappelle laterali a crociera, la zona del presbiterio è sormontata da una bella cupola. Il campanile, di impianto rettangolare è quasi certamente di epoca posteriore. All'interno della chiesa di notevole interesse sono il pulpito in marmo e le pitture policrome che si sono conservate soprattutto nelle volte delle cappelle e del coro, nell'arco trionfale e nelle vele del presbiterio: è questa l'unica chiesa che conserva quasi integro l'originale ciclo delle pitture murarie che raffigurano scene delle vite dei Santi e dell'antico testamento. Molto bella la raffigurazione dei due patroni Cosma e Damiano sopra l'arco trionfale, sono vestiti con abiti orientali ed hanno in mano la palma, simbolo dei medici.
- Chiesa di Sant'Antonio: si trova in località Mullò, a pochi chilometri dall'abitato, e vi si festeggia la festa di Sant'Antonio da Padova. Ha una struttura molto semplice tipica delle chiese campestri e risale verosimilmente al XVII secolo.
- Chiesa di San Pietro: è situata al centro di Ardali frazione di Triei, è molto piccola e di costruzione recente (secolo XX). All'interno si può ammirare una statua lignea di San Pietro (fine Settecento). Di maggiore interesse è senza dubbio l'antica chiesa di San Pietro che è una delle chiese più antiche di tutta la zona, situata fuori dall'abitato attuale della quale si può osservare ancora il campanile.

#### La chiesa dei Santi Cosma e Damiano
Da qualche anno, la provincia di Nuoro, ha inserito la piccola chiesa del paese in un percorso artistico, insieme ad altre quattro chiese della provincia, per gli affreschi che la caratterizzano. La chiesa è l'unica presente nel piccolo centro ogliastrino, ed è per la comunità la chiesa del patrono del paese. Risalente al XVI-XVII si presenta con una pianta a croce latina con una navata unica, con il presbiterio che è separato dalla navata con una transenna. La volta centrale è a botte e quelle laterali a crociera mentre la zona del presbiterio si presenta con una cupola alta. Fuori, il campanile si presenta con una pianta rettangolare e pare che la sua datazione risalga a prima della costruzione del resto della chiesa. All'interno della chiesa è possibile ammirare numerosi dipinti, che ancora oggi risultano ben conservati ed integri, nei quali vediamo raffigurate le scene di vita dei Santi e passi dell'antico testamento. Son presenti inoltre le raffigurazioni dei due Santi che si presentano con una palma in mano, simbolo dei medici.
Da qualche anno, la provincia di Nuoro, ha inserito la piccola chiesa del paese in un percorso artistico, insieme ad altre quattro chiese della provincia, per gli affreschi che la caratterizzano. Risalenti al XVIII secolo, gli affreschi sono attribuiti alla bottega degli Are di Nuoro.
All'attività tarda della bottega dovrebbero essere assegnati i dipinti murali di recente scoperti nella chiesa dei SS. Cosma e Damiano a Triei. La decorazione, voluta dai frati minori che amministrarono la chiesa, è attualmente visibile solo nel transetto e nella crociera, ma è probabile che fosse in origine più estesa, e sia ancora in gran parte coperta dall'intonaco. 

### Siti archeologici

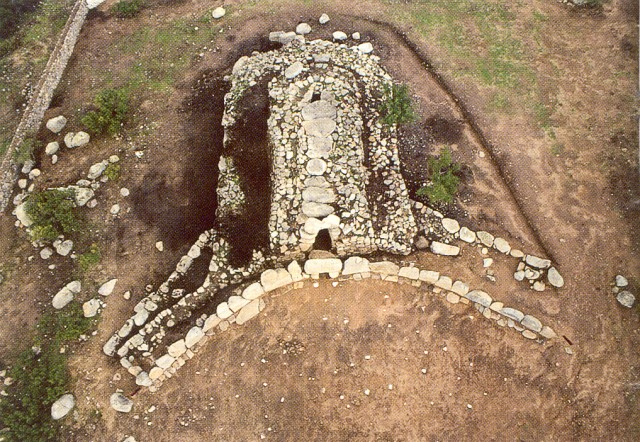
Tomba dei giganti, loc. Osono - Triei

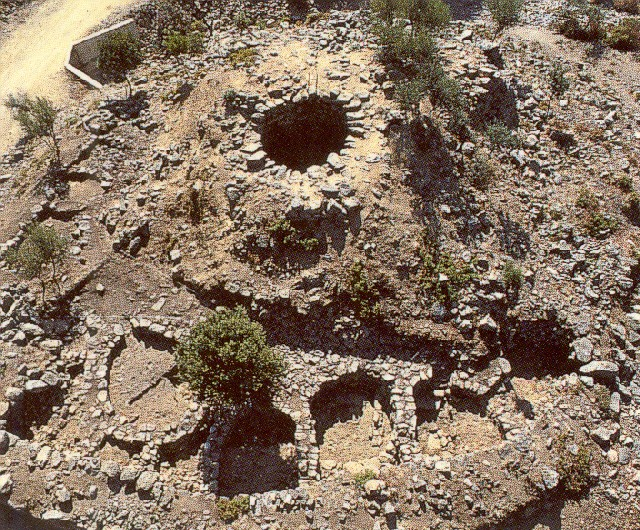
Nuraghe di Bau Nurxai, Triei

Il territorio di Triei è ricco di tracce di vita antichissima risalenti all'età preistorica. Sono presenti costruzioni di età nuragica come il nuraghe Nonnùccoli a circa un chilometro da Triei, del quale rimangono pochi resti, Bau Nuraxi, a due chilometri dall'abitato costruito con grossi massi di calcare e del quale è visibile la base della torre; nuraghe Fratta, nuraghe Figu e Pizzu ‘e Serra. 
Di particolare interesse archeologico è l'imponente Tomba dei giganti  di osono    edificata sull'altopiano di Osono in un leggero pendio. Questo importante monumento preistorico fu riportato alla luce da una campagna di scavi iniziata nel 1989, rivelando una struttura funeraria in ottimo stato di conservazione grazie alla presenza di una fitta vegetazione che la ricopriva e quindi in qualche modo la proteggeva. I materiale di cui è caratterizzata sono il granito e lo scisto locali. Durante gli scavi sono stati rinvenuti un pugnale di bronzo, frammenti di ceramiche, tegami, olle e collane in pasta di vetro e in ambra. 
Il complesso nuragico Bau Nuraxi si trova sulla sponda destra del Rio Murta a due chilometri dal paese ed è stato realizzato con grossi massi di granito. Presenta una torre centrale e due laterali, un vasto antemurale che circonda tutto il complesso e che comprende altre quattro torri. Nella parte antistante sono ancora visibili le capanne a pianta circolare.

## Società

### Evoluzione demografica
Abitanti censiti

### Lingue e dialetti
La variante del sardo parlata a Triei è riconducibile alla limba de mesania

### Tradizioni e folclore

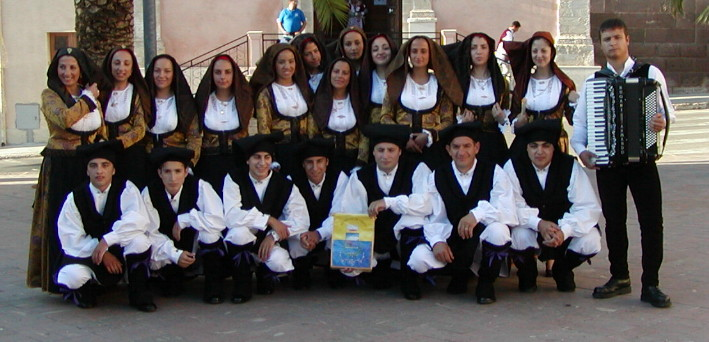
Costumi tradizionali

A Triei sono molto vive e sentite le antiche tradizioni legate alle feste paesane. Una in particolare vale la pena di descrivere in maniera più dettagliata perché è caratterizzata da un rituale particolare legato al pane.
Si tratta della festa detta de “S'Orroseri” (Rosario) ossia della Madonna del Rosario e del pane, che ricorre la prima domenica di maggio e la prima domenica di ottobre. La manifestazione è organizzata dalla "Confraternita della Madonna del Rosario", un'antica associazione di fedeli uniti dal voto alla Madonna. Le varie famiglie del paese, i giorni prima della festa comprano il pane speciale a forma di corona chiamato "simbula" (anticamente veniva preparato in casa) che il giorno della festa, prima della messa, viene portato a casa dell'obriere, la consorella o confratello che ha fatto la promessa di organizzare la festa. Dopo la celebrazione della messa e la processione per le vie del paese, il sacerdote si reca a casa dell'obriere e benedice il pane.
A questo punto ogni singolo pane viene frazionato in due o tre parti uguali a seconda della destinazione del pane:
Sa parte cumuna: era destinata anticamente a chi non poteva permettersi di acquistare "sa simbula", per ricevere la parte si doveva adagiare uno strofinaccio su delle frasche di corbezzolo, che l'obriere dova disporre davanti alla propria abitazione per l'occasione.
Sa parte ‘e is Sarteras: viene distribuita alle vedove che non possono partecipare alla festa a causa del lutto
Sa parte ‘e is parteris: è la porzione che spetta a tutti coloro che hanno portato il pane a casa dell'obriere.
Il 17 gennaio per la festa di Sant'Antonio abate si prepara la paniscedda.

#### Feste religiose
Sant'Antonio abate: si svolge il 16 di gennaio e viene organizzata ogni anno, a turno, da uno dei sette rioni del paese. È conosciuta anche come la festa “de su fogone”, in quanto la notte si suole accendere un grande fuoco in onore del Santo.
- San Sebastiano: in passato si festeggiava nel mese di gennaio e di maggio. La cerimonia di maggio è tuttora caratterizzata dalla processione con i carri trainati dai buoi abbelliti con ghirlande di fiori. La particolarità di questa festa è costituita da una sorta di asta pubblica che si svolge davanti alla chiesa il giorno della festa mentre il simulacro del Santo viene trasportato in chiesa, per stabilire chi sarà l'organizzatore della festa per l'anno successivo. Chi dà l'offerta in denaro più alta prima che il Santo varchi la soglia della chiesa diventa l'Obreri, per la festa successiva.
- Sant'Antonio di Padova: questa festa è meglio conosciuta come Sant'Antoni ‘e Mullò (Sant'Antonio di Mullò) perché la festa si svolge nella chiesa campestre del parco di Mullò.
- Santi Cosma e Damiano: sono i santi patroni di Triei, due medici di origine orientale ai quali è dedicata la festa del paese e si svolge il 26 settembre.
- Santa Lucia: 13 dicembre è detta “Sa festa de is bagadius” cioè la festa dei giovani scapoli e del vino.
- S'Orroseri: è la festa della Madonna del Rosario e si festeggia la prima domenica di maggio e la prima domenica di ottobre.

## Geografia antropica
Il territorio comunale comprende anche l'isola amministrativa di Punt'e Figu, avente una superficie di 4,40 km².
Fa parte della giurisdizione di Triei la frazione di Ardali che in passato doveva essere una città popolosa  mentre oggi non conta neppure un centinaio di abitanti. A testimonianza è rimasto solo il campanile della chiesa del cimitero.

## Economia

### Turismo
Per gli amanti della natura e della quiete Triei offre dei paesaggi particolarmente incantevoli a pochi chilometri dal centro abitato e pertanto facilmente raggiungibili.
Primo fra tutti il grazioso parco di Mullò a 4 km dal paese dove è possibile ammirare lentischi millenari e un'antica chiesa dove ancora oggi si celebra la festa di Sant'Antonio da Padova. Di particolare interesse archeologico è invece l'altopiano di Osono dove oltre a godere di una stupenda veduta che arriva fino al mare è possibile visitare una Tomba dei Giganti, monumento preistorico di grande suggestione. All'interno del paese invece è particolarmente interessante visitare i rioni più antichi come “Su ‘ngiasseddu” e “Serra ‘e pinna” dove si possono scoprire antiche case caratterizzate dalla semplicità ma anche dal singolare senso delle proporzioni di cui erano dotati i costruttori del passato, infatti sono piccole abitazioni in pietra in cui vi sono presenti pochissime stanze, a volte solo una cucina ed una camera da letto. In questi ultimi anni inoltre il paese è stato abbellito dalla presenza di Murales realizzati dai ragazzi di alcuni Istituti artistici di diverse scuole della Sardegna, per un'iniziativa promossa dalle istituzioni comunali e dalla Proloco. 

### Produzioni agroalimentari e gastronomia
Uno dei settori trainanti dell'economia di Triei è l'agricoltura in particolare la viticoltura con la quale si producono vini di ottima qualità quali il cannonau, moscato e vernaccia. Anche l'apicoltura fa parte della tradizione locale e infatti si ottengono varie qualità di miele, rare e pregiate come quello amaro che si ottiene dai fiori di corbezzolo. La pastorizia ha avuto in passato un ruolo importante per l'economia del paese mentre oggi riveste un ruolo di secondo piano.
A Triei ancora sussiste l'antica tradizioni gastronomica caratterizzata da prodotti locali coi quali si realizzano antiche ricette a base di arrosti di capra, maialetto e agnello. Un'altra squisita pietanza sono "is tacculas", merli e tordi lessati e adagiati su foglie mirto che imprimono al piatto un aroma unico. Ancora:
- culurgiones di patate, formaggio e menta;
- macarrones de busa, pasta fresca lavorata con il ferro per fare la maglia;
- macarrones de patata (gnocchi di patate);
- pistoccu incasau, tipico pane fatto in casa condito con sugo al pomodoro e formaggio.

Infine varie qualità di dolci artigianali come:
- sa paniscedda;
- pabassinus;
- piricchittus;
- seadas;
- amaretti,
- e torrone.

### Artigianato
Fra i prodotti dell'artigianato che vengono ancora prodotti troviamo tappeti e copriletti tessuti col telaio a mano, cestini di vimini, arresojas in osso e taglieri in legno.

## Infrastrutture e trasporti
Triei è collegata alla Strada statale 125 Orientale Sarda tramite la strada provinciale 55.

## Amministrazione
| Periodo         | Periodo         | Primo cittadino      | Partito                          | Carica  | Note   |
| --------------- | --------------- | -------------------- | -------------------------------- | ------- | ------ |
| 6 giugno 1993   | 27 aprile 1997  | Mariano Muggianu     | lista eterogenea                 | Sindaco | [ 6 ]  |
| 27 aprile 1997  | 13 maggio 2001  | Salvatore Lai        | centro                           | Sindaco | [ 7 ]  |
| 13 maggio 2001  | 28 maggio 2006  | Salvatore Lai        | liste civiche di centro-sinistra | Sindaco | [ 8 ]  |
| 28 maggio 2006  | 15 maggio 2011  | Mariano Muggianu     | lista civica                     | Sindaco | [ 9 ]  |
| 15 maggio 2011  | 5 giugno 2016   | Mariano Muggianu     | lista civica "Triei Nuova"       | Sindaco | [ 10 ] |
| 5 giugno 2016   | 11 ottobre 2021 | Anna Assunta Chironi | lista civica "Triei Nuova"       | Sindaco | [ 11 ] |
| 11 ottobre 2021 | in carica       | Anna Assunta Chironi | lista civica "Triei nuova"       | Sindaco | [ 12 ] |

## Sport

### Calcio
La squadra di calcio della città è la Polisportiva Triei Calcio e milita nel girone C sardo di 2ª Categoria. I colori sociali sono il bianco ed il verde.